# Saint-Sulpice (Maine-et-Loire)
Saint-Sulpice ist eine Ortschaft und eine Commune déléguée in der französischen Gemeinde Blaison-Saint-Sulpice mit 204 Einwohnern (Stand 1. Januar 2022) im Département Maine-et-Loire in der Region Pays de la Loire. 
Mit Wirkung vom 1. Januar 2016 wurden die Gemeinden Blaison-Gohier und Saint-Sulpice zu einer Commune nouvelle mit dem Namen Blaison-Saint-Sulpice zusammengelegt. Die Gemeinde Saint-Sulpice gehörte zum Arrondissement Angers und zum Kanton Les Ponts-de-Cé.

## Geographie
Saint-Sulpice liegt etwa zwölf Kilometer ostsüdöstlich von Angers an der Loire.

## Bevölkerungsentwicklung
| Jahr                       | 1962 | 1968 | 1975 | 1982 | 1990 | 1999 | 2006 | 2013 |
| Einwohner                  | 160  | 150  | 145  | 162  | 170  | 180  | 190  | 189  |
| Quellen: Cassini und INSEE |      |      |      |      |      |      |      |      |

## Sehenswürdigkeiten
Siehe auch: Liste der Monuments historiques in Blaison-Saint-Sulpice
- Kirche Saint-Sulpice aus dem 18. Jahrhundert, seit 1990 Monument historique
- Schloss L'Ambroise aus dem 16./17. Jahrhundert, seit 1989 Monument historique

## Söhne und Töchter
- Jean Pelletier (* 1963), römisch-katholischer Bischof von Mende